# 大森 (弘前市)
大森（おおもり）は、青森県弘前市の地名。郵便番号は036-1203。

## 地理
大石川沿い北側に位置し、当地を青森県道30号岩木山環状線・青森県道31号弘前鯵ケ沢線が通る。北は十面沢、笹館、東は三和・小友、南は貝沢、西は百沢・西津軽郡鰺ヶ沢町長平町・十腰内に接する。

### 小字
小字として勝山・草薙・田浦がある。

## 沿革
- 1889年（明治22年） - 裾野村の大字。
- 1891年（明治24年） - 当時の記録では人口304、戸数45、厩40であった。
- 1955年（昭和30年） - 弘前市に所属、弘前市の大字になる。

## 世帯数と人口
2017年（平成29年）6月1日現在の世帯数と人口は以下の通りである。
| 大字             | 世帯数  | 人口  |
| ---------------- | ------- | ----- |
| 大森（小字全域） | 278世帯 | 641人 |

## 施設

### 教育
- すその保育園
- 弘前市立草薙小学校

### 福祉
- 草薙園
- グループホーム大森
- 草薙デイサービスセンター

### 商業
- サンボランタリー弘前大森店　閉店

### 通信
- NTT大石中継所

### 公共
- 裾野郵便局
- 弘前市草薙児童館

### 警察
- 弘前警察署裾野警察官駐在所

### 行政
- 弘前市役所裾野出張所

## 小・中学校の学区
市立小・中学校に通う場合、学区は以下の通りとなる。
| 大字 | 番地 | 小学校             | 中学校             |
| ---- | ---- | ------------------ | ------------------ |
| 大森 | 全域 | 弘前市立裾野小学校 | 弘前市立裾野中学校 |

## 交通
- 弘南バス

貝沢、改善センター前、大森、神社前、赤倉神社登山口（弘前バスターミナル - 糠坪・楢の木経由 - 十腰内線）停留所。